# Zeria lethalis
Zeria lethalis är en spindeldjursart som först beskrevs av Carl Ludwig Koch 1842.  Zeria lethalis ingår i släktet Zeria och familjen Solpugidae. Inga underarter finns listade i Catalogue of Life.